# Lukavac
Lukavac (kyrillisch Лукавац) ist eine Kleinstadt im Nordosten von Bosnien und Herzegowina. Sie ist Hauptort und Verwaltungssitz der gleichnamigen Gemeinde im Kanton Tuzla der Föderation Bosnien und Herzegowina.

## Geschichte
Eine Besiedelung lässt sich bis in die Bronzezeit nachweisen. Der Name der Stadt wurde 1528 erstmals erwähnt, wobei zwischen Gornji (Ober-) und Donji (Unter-)Lukavac unterschieden wurde. In der österreichischen Volkszählung von 1885 werden die beiden Teile als Lukavac turski (türkisch) und Lukavac srpski (serbisch) bezeichnet.
Vom Bosnienkrieg war Lukavac-Stadt nur in geringem Maß betroffen. Einige Orte wie Smoluća lagen dagegen direkt an der Frontlinie und wurden weitgehend zerstört.

## Geographie
Lukavac liegt im Tal der Spreča zwischen Tuzla und Doboj auf 186 m Höhe. In das Gemeindegebiet erstrecken sich die Ausläufer der drei Mittelgebirge Ozren (im Westen), Konjuh (im Süden) und Majevica (im Norden). Zwischen Lukavac und Tuzla befindet sich der Stausee Modračko jezero, der mit einer Fläche von 17 km² einer der größten Stauseen des Landes ist und zahlreiche Wassersportler und Angler anzieht.
Benachbarte Gemeinden sind Banovići, Gračanica, Maglaj, Petrovo, Srebrenik, Tuzla, Zavidovići und Živinice.

## Bevölkerung
Bei der Volkszählung 1991 hatte die Gemeinde Lukavac 57.070 Einwohner.
- Bosniaken: 38.080 (66,72 %)
- Serben: 12.169 (21,32 %)
- Kroaten: 2.159 (3,78 %)
- Jugoslawen: 3.424 (5,99 %)
- Andere: 1.238 (2,19 %)

In der eigentlichen Stadt lebten 12.647 Menschen.
- Bosniaken: 7.596 (60,06 %)
- Serben: 2.219 (17,54 %)
- Kroaten: 493 (3,89 %)
- Jugoslawen: 1.940 (15,33 %)
- Andere: 399 (3,18 %)

Die Gemeinde umfasst 44 Orte: Babice Donje, Babice Gornje, Berkovica, Bikodže, Bistarac Donji, Bistarac Gornji, Bokavići, Borice, Brijesnica Donja, Brijesnica Gornja, Caparde, Cerik, Crveno Brdo, Devetak, Dobošnica, Gnojnica, Huskići, Jaruške Donje, Jaruške Gornje, Kalajevo, Komari, Krtova, Kruševica, Lukavac, Lukavac Gornji, Mičijevići, Milino Selo, Modrac, Mosorovac, Orahovica, Poljice, Prline, Prokosovići, Puračić, Smoluća Donja, Smoluća Gornja, Semići, Sižje, Stupari, Šikulje, Tabaci, Tumare, Turija, Vasiljevci und Vijenac.

## Wirtschaft
Auf der Basis der Salz-, Kalkstein- und Braunkohlevorkommen der Umgebung hat sich eine relativ bedeutende chemische Industrie entwickelt (Soda- und Zementfabrik). Der Modrac-See soll durch ein kleines Wasserkraftwerk (3 MW) auch zur Energiegewinnung genutzt werden.

### Verkehr
Das Tal der Spreča ist die kürzeste Verbindung zwischen den Tälern der Bosna und der Drina und daher seit langem ein wichtiger Handels- und Verkehrsweg. Seit 1886 verläuft hier die Bahnstrecke Doboj–Tuzla mit dem Bahnhof Puračić-Lukavac. Daneben führt die Magistralstraße M4 durch den Ort.
Für den Transport von Kalkstein zu den Industrieanlagen existiert eine Materialseilbahn.

## Söhne und Töchter der Stadt
- Asim Bajrić (* 1965), Turbofolksänger
- Sejo Keydura (* 1964), Turbofolksänger
- Nazif Mujić (1970–2018), Schrottsammler und Filmdarsteller